# Ayllón (kommunhuvudort)
Ayllón är en kommunhuvudort i Spanien.   Den ligger i provinsen Provincia de Segovia och regionen Kastilien och Leon, i den centrala delen av landet, 110 km norr om huvudstaden Madrid. Ayllón ligger 986 meter över havet och antalet invånare är 1 227.
Terrängen runt Ayllón är platt. Runt Ayllón är det glesbefolkat, med 9 invånare per kvadratkilometer. Närmaste större samhälle är Riaza, 17,8 km sydväst om Ayllón. Trakten runt Ayllón består till största delen av jordbruksmark.